# 克洛克卡爾山
47°5′28″N 12°10′50″E / 47.09111°N 12.18056°E
克洛克卡爾山（德語：Klockerkarkopf），是中歐的山峰，位於奧地利和意大利接壤的邊境，屬於齊勒塔爾阿爾卑斯山脈的一部分，海拔高度2,911米，人類在1895年首次登頂。